# وارتبورگ

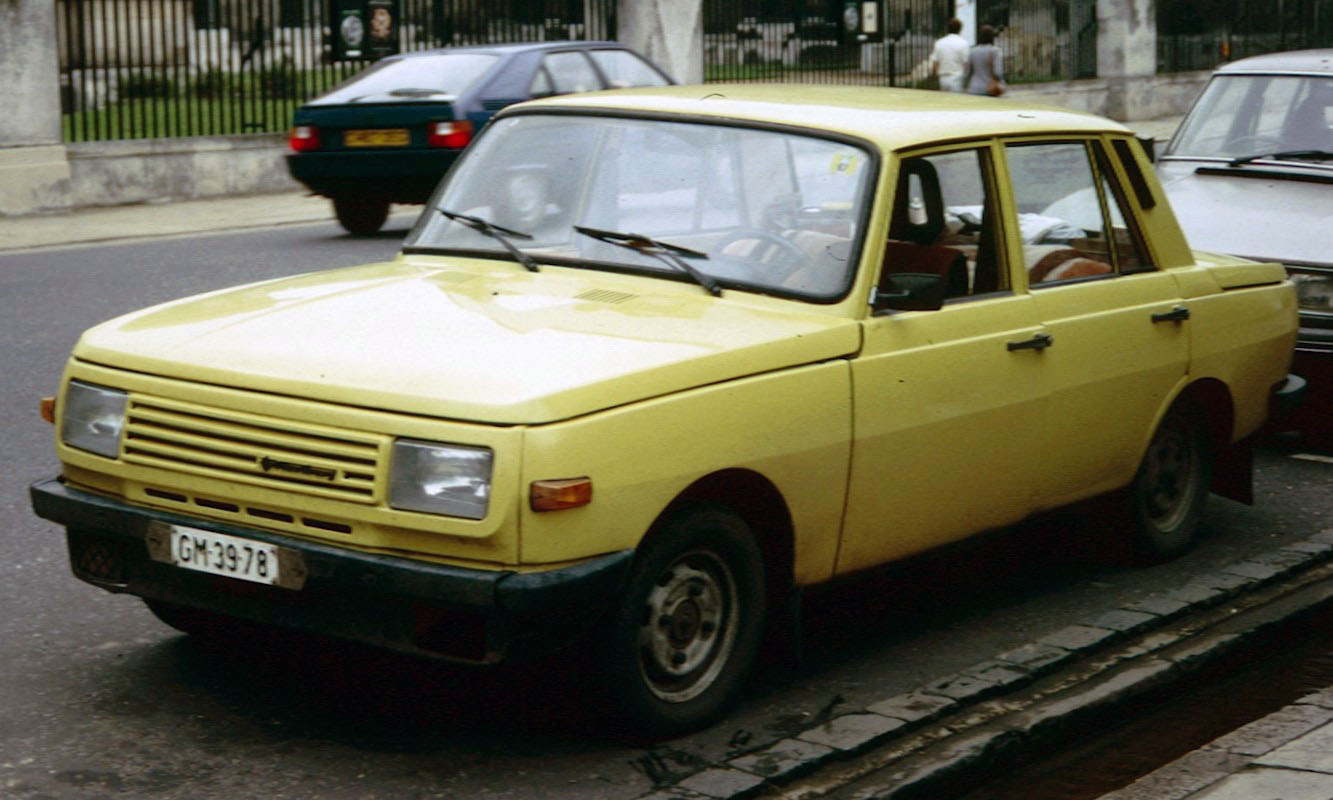
وارتبورگ ۳۵۳ مدل ۱۹۸۸

وارتبورگ مدل خودرویی در جمهوری دمکراتیک آلمان شرقی بود. نام وارتبورگ از نام قلعه وارتبورگ (که روی تپه مشرف به شهر آیزناخ قرار دارد که خودروها در آنجا ساخته می‌شوند) گرفته شده‌است. خودروهای وارتبورگ دارای موتور ۳ سیلندر دو زمانه که فقط هفت بخش متحرک دارد (سه پیستون، سه شاتون و یک میل‌لنگ) بودند.

## نگارخانه

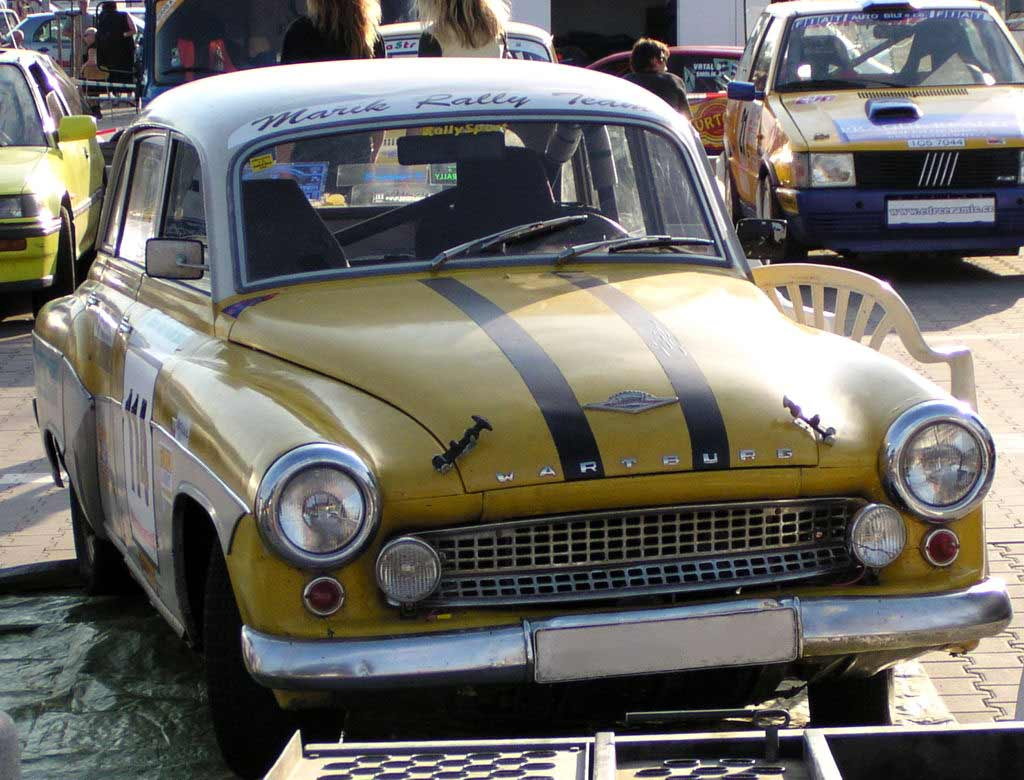
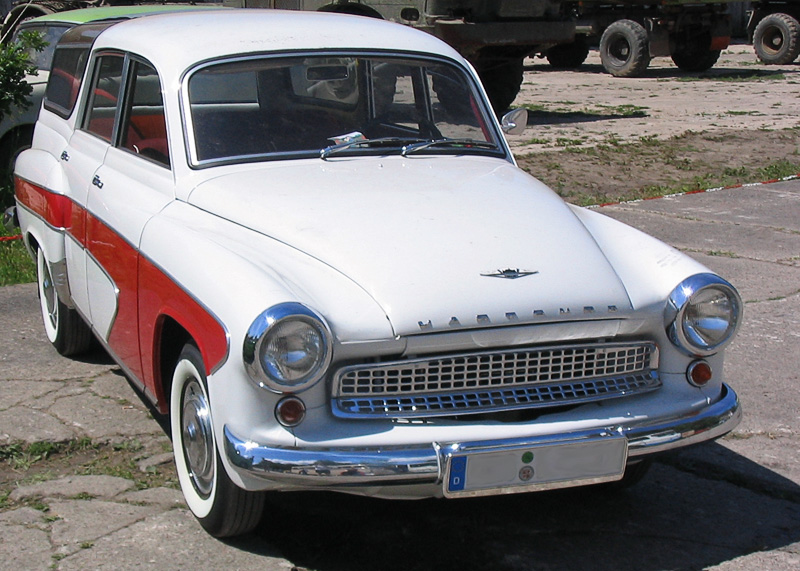
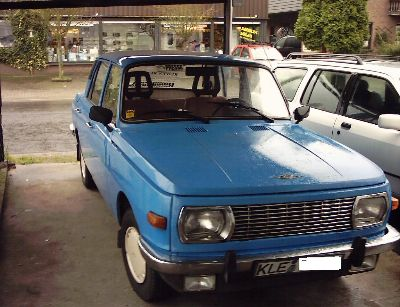
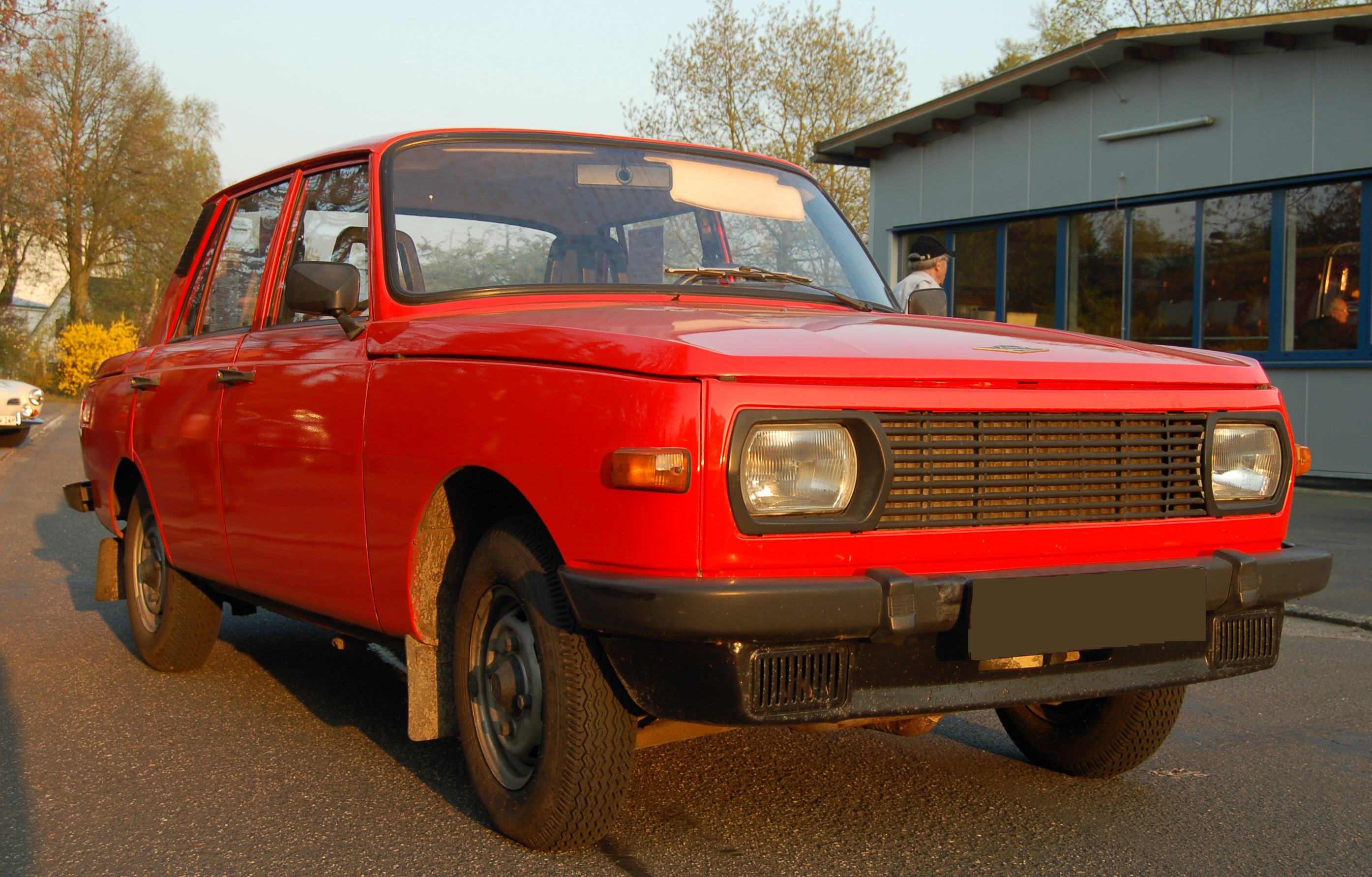
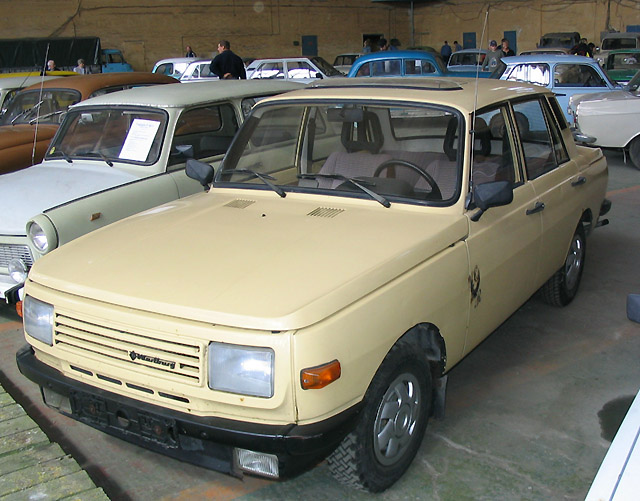
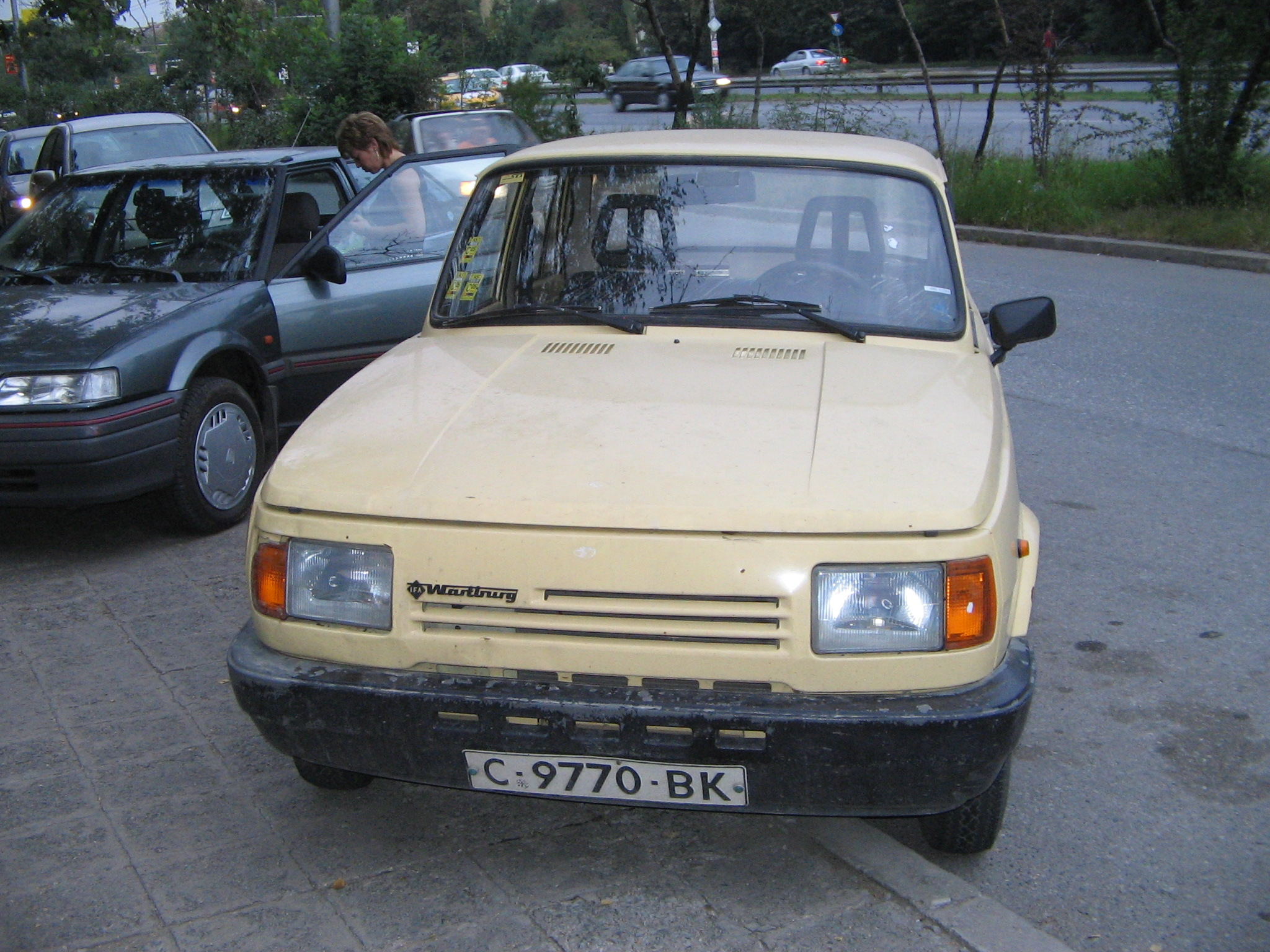
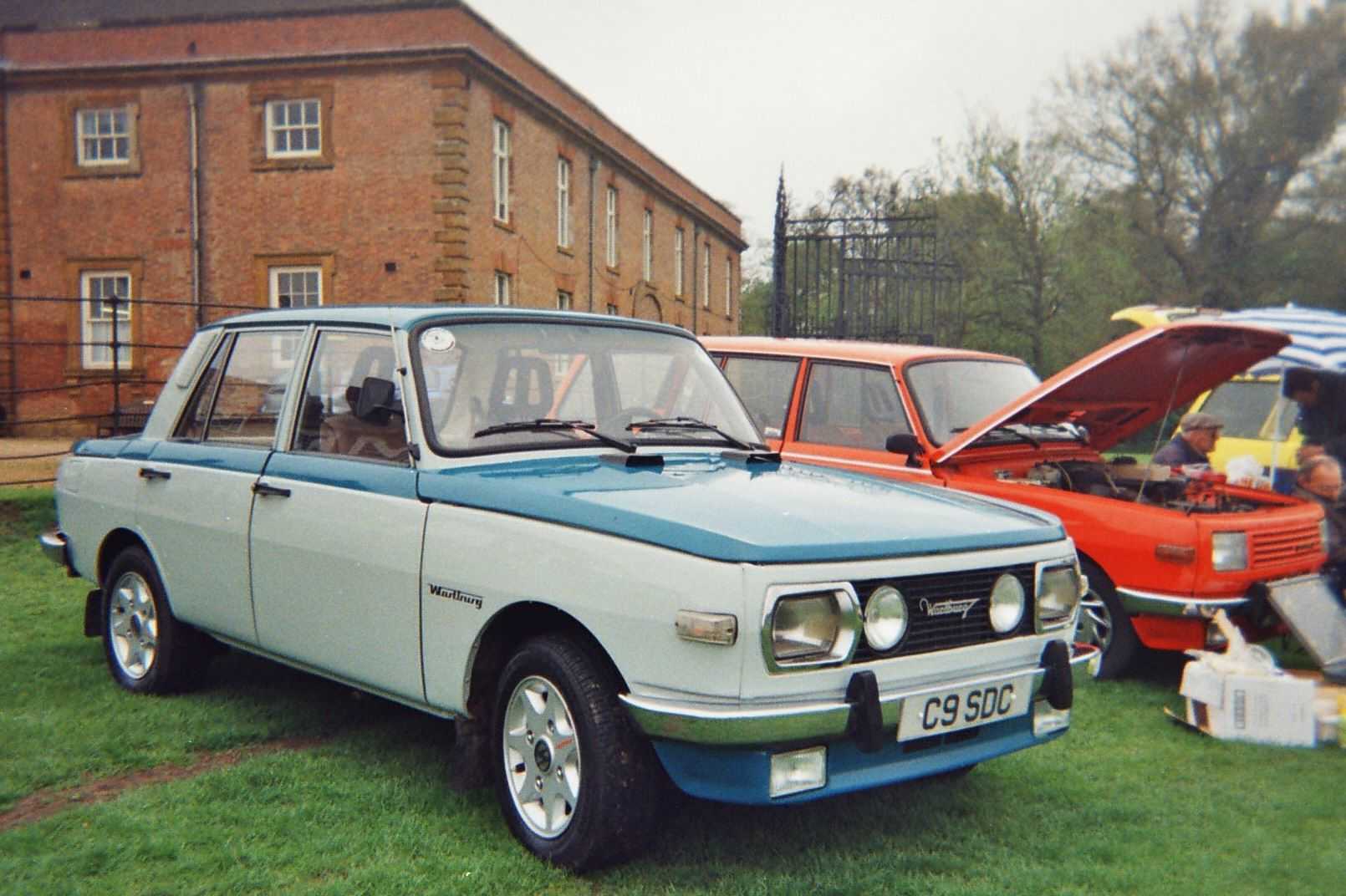
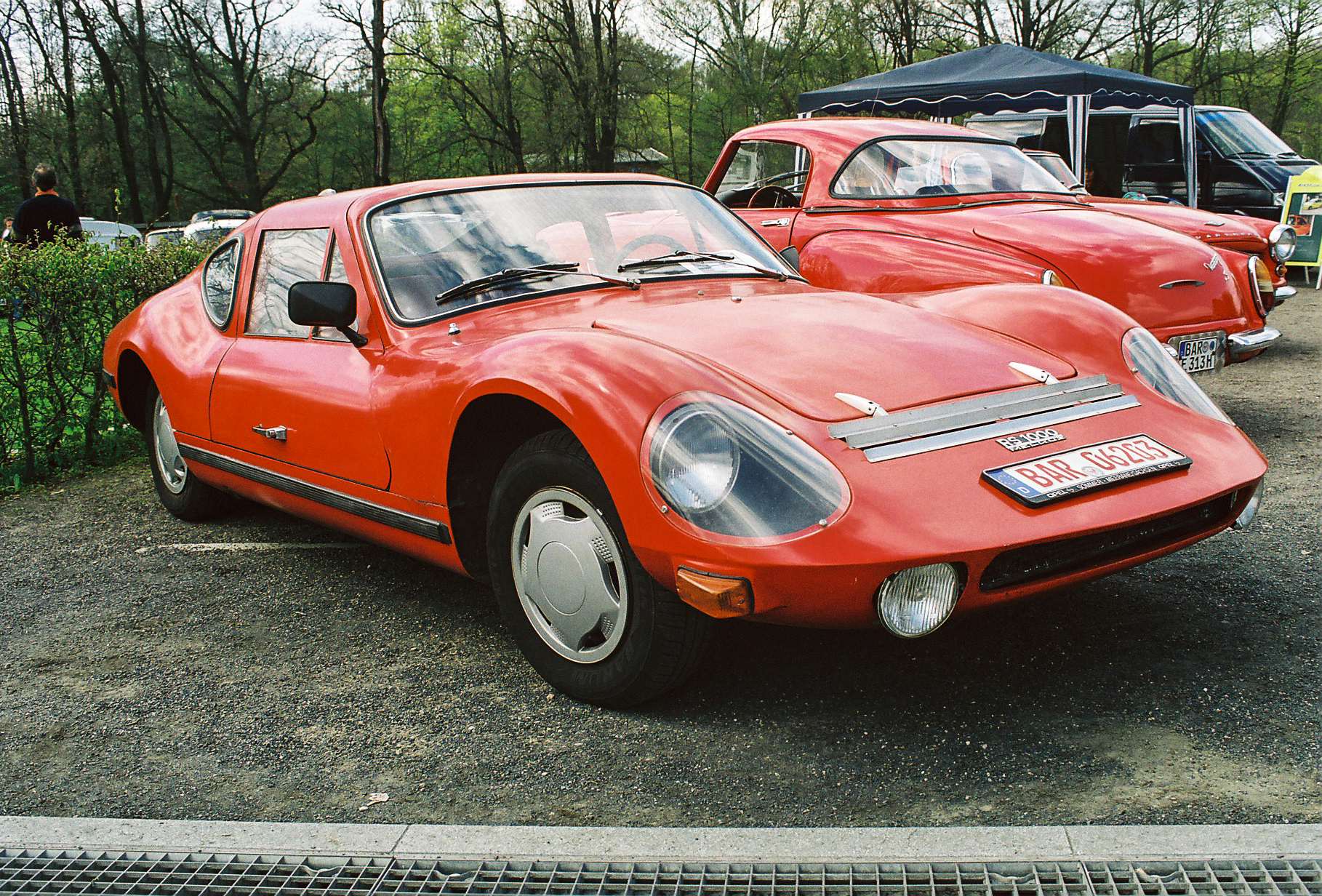
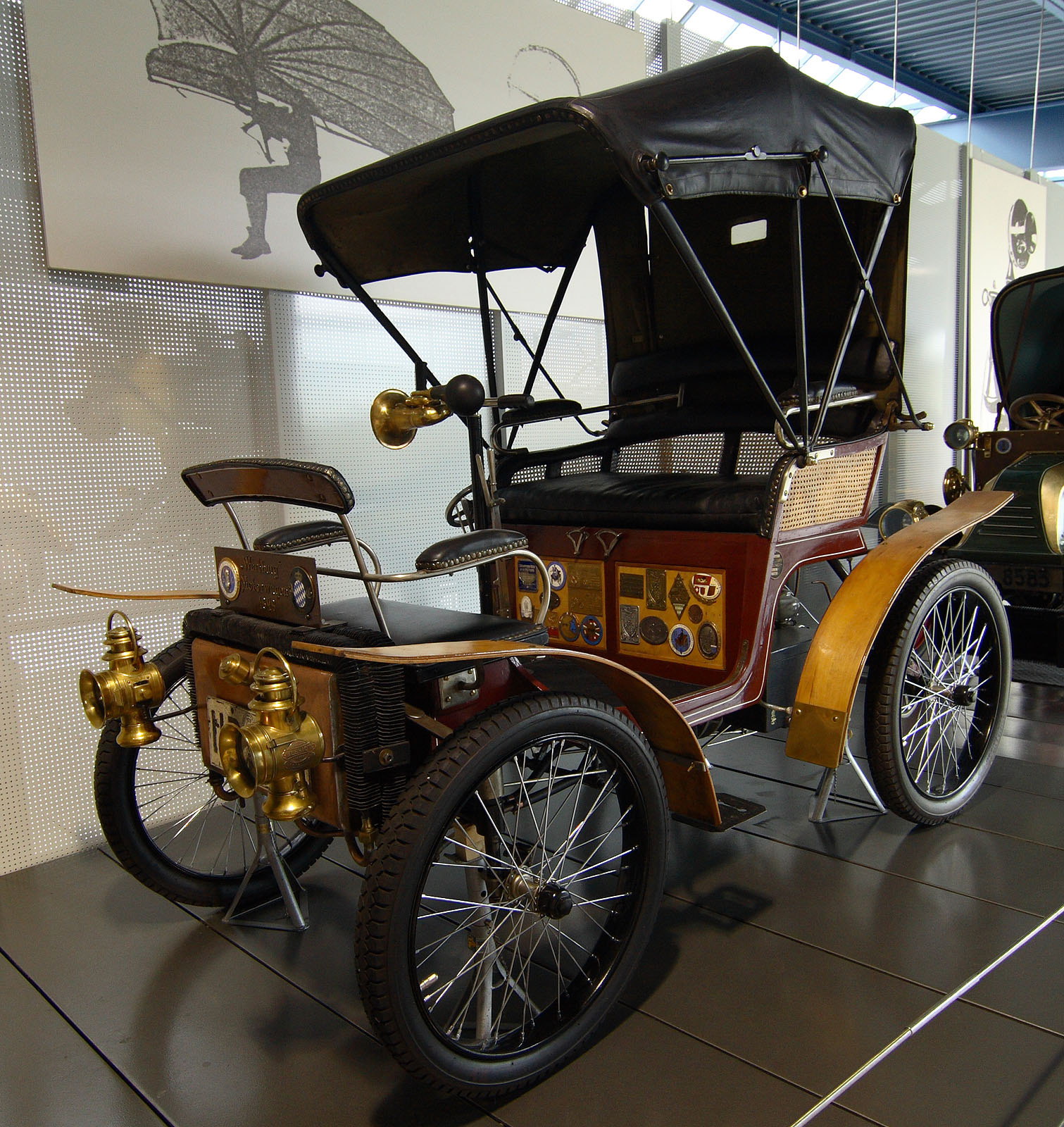
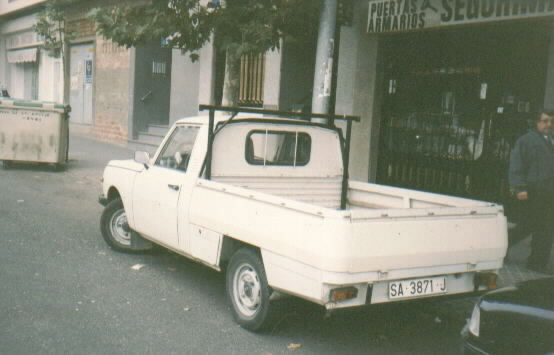